# Боярка (Новосибирская область)
Боярка — село в Колыванском районе Новосибирской области. Административный центр Калининского сельсовета.

## География
Площадь села — 171 гектар.

## Население
| 2002 | 2007 | 2010 |
| ---- | ---- | ---- |
| 733  | ↗793 | ↘596 |

## Инфраструктура
В селе по данным на 2007 год функционируют 1 учреждение здравоохранения и 1 учреждение образования.